# 顺-9-二十三碳烯
顺-9-二十三碳烯（英語：(Z)-9-Tricosene）, 俗称家蝇性诱剂（英語：muscalure），是一种由雌性家蝇分泌的，能引诱雄性家蝇的性信息素。常作为杀虫剂使用。

## 生物功能
顺-9-二十三碳烯除了作为雌性家蝇（学名：Musca domestica）等双翅目昆虫的性信息素外，同时也是蜜蜂在8字形舞中释放的一种交流信息素。

## 用途
顺-9-二十三碳烯作为一种杀虫剂，常用在粘蝇纸等捕蝇陷阱中引诱雄性苍蝇，然后困住雄性苍蝇阻止其繁衍。

## 生物合成
顺-9-二十三碳烯在家蝇体内由神经酸（顺-15-二十四碳烯酸）合成。神经酸转换成酰基辅酶A衍生物，然后被还原成顺-9-二十三碳烯醛。在氧气和NADPH作用下，经过细胞色素P450酶催化，顺-9-二十三碳烯醛脱去醛基变成顺-9-二十三碳烯。

生物由神经酸合成顺-9-二十三碳烯

## 安全性
含有顺-9-二十三碳烯的产品通常被认为对人体、生态环境是安全的。